# Rümligen

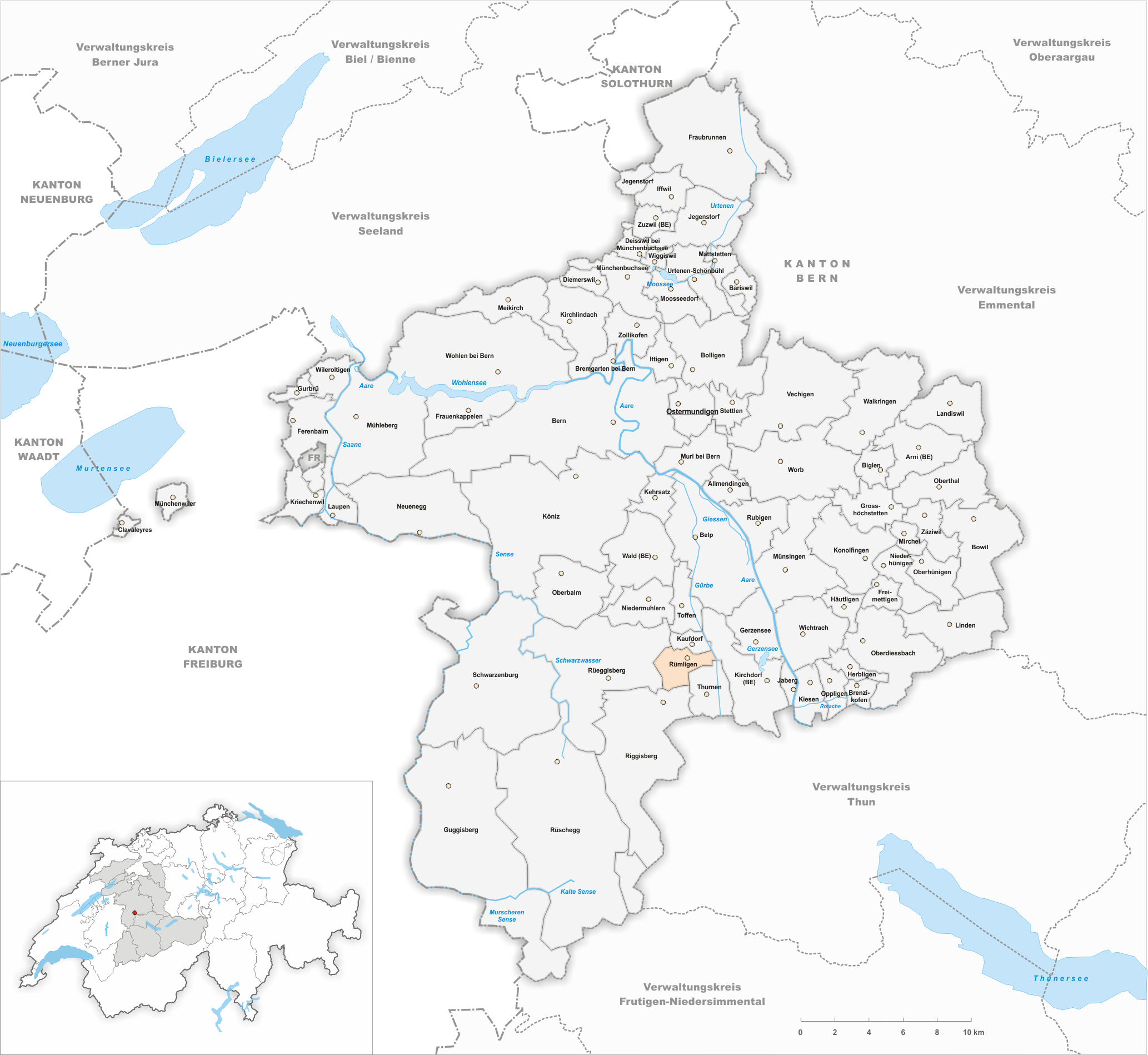
Gemeindestand vor der Fusion am 1. Januar 2021

Rümligen ist eine Ortschaft in der Gemeinde Riggisberg im Verwaltungskreis Bern-Mittelland des Kantons Bern in der Schweiz.  Am 1. Januar 2021 fusionierte sie mit der Gemeinde Riggisberg.

## Geographie
Rümligen liegt auf 606 m ü. M., 14 km südlich der Kantonshauptstadt Bern (Luftlinie). Das Dorf erstreckt sich an aussichtsreicher Lage am Ostabhang des Längenberges beidseits des Dorfbachs, rund 70 m über der Talebene der Gürbe.
Die Fläche des 4,7 km² grossen Gebiets der ehemaligen Gemeinde umfasst einen Abschnitt des mittleren Gürbetals. Der östliche Teil liegt in der landwirtschaftlich intensiv genutzten Ebene des Gürbetals (535 m ü. M.), welche hier rund 1,5 km breit ist. Die östliche Abgrenzung bildet die kanalisierte Gürbe. Nach Westen erstreckt sich der Ort über den Hang von Rümligen bis auf die Höhe des Längenberges. Verschiedene Moränenablagerungen des eiszeitlichen Aargletschers haben dem Gebiet die heutige Landschaftsgestalt gegeben. Moorige Mulden (Weiermatt, Moosmatt) wechseln sich mit Moränenwällen ab. Die westliche Grenze verläuft auf dem Kamm des Taanwaldes, auf dem mit 956 m ü. M. der höchste Punkt von Rümligen erreicht wird. Nach Südwesten reicht Rümligen bis auf das Plateau bei Hasli oberhalb von Riggisberg. Von der Gemeindefläche entfielen 1997 7 % auf Siedlungen, 16 % auf Wald und Gehölze und 77 % auf Landwirtschaft.
Zu Rümligen gehören der neuere obere Ortsteil an der Strasse von Toffen nach Riggisberg, die Weiler Hermiswil (843 m ü. M.) auf dem Längenberg am Hang oberhalb der Moosmatt und Hasli (867 m ü. M.) auf einem Plateau am Südostrand des Taanwaldes sowie verschiedene Einzelhöfe. Nachbarn von Rümligen sind der Ortsteil Riggisberg sowie die Gemeinden Kaufdorf, Kirchdorf und Rüeggisberg.

## Bevölkerung
Rümligen zählte mit 435 Einwohnern (Stand 2020) zu den kleinen Gemeinden des Kantons Bern. Von den Bewohnern waren im Jahr 2000 96,7 % deutschsprachig, 0,9 % französischsprachig, und 0,5 % sprachen Italienisch. Die Bevölkerungszahl von Rümligen belief sich 1850 auf 480 Einwohner, 1900 noch auf 386 Einwohner. Im Verlauf des 20. Jahrhunderts nahm die Bevölkerungszahl bis 1980 weiter auf 332 Personen ab. Seither wurde jedoch wieder ein deutliches Bevölkerungswachstum verzeichnet.

## Politik
Die Stimmenanteile der Parteien anlässlich der Nationalratswahlen 2019 betrugen: SVP 51,1 %, GPS 9,4 %, SP 8,6 %, BDP 8,1 %, glp 5,1 %, FDP 4,5 %, EVP 3,3 %, EDU 2,1 %.

## Wirtschaft
Rümligen war bis in die zweite Hälfte des 20. Jahrhunderts ein vorwiegend durch die Landwirtschaft geprägtes Dorf. Die Wasserkraft des Rümligenbachs wurde schon früh für den Betrieb von Mühlen, Sägereien und einer Ölmühle genutzt. Noch heute haben der Ackerbau und der Gemüsebau (insbesondere Kohlpflanzungen) im Gürbetal sowie die Milchwirtschaft und die Viehzucht an den Hanglagen einen wichtigen Stellenwert in der Erwerbsstruktur der Bevölkerung. Weitere Arbeitsplätze sind im lokalen Kleingewerbe und im Dienstleistungssektor vorhanden. In Rümligen sind heute Betriebe des Baugewerbes und der Messtechnik vertreten, und es gibt eine Holzschlittenfabrik. In den letzten Jahrzehnten hat sich das Dorf dank seiner attraktiven Lage zu einer Wohngemeinde entwickelt. Viele Erwerbstätige sind deshalb Wegpendler, die hauptsächlich in der Agglomeration Bern oder im Raum Thun arbeiten.

## Verkehr
Rümligen ist verkehrstechnisch recht gut erschlossen. Es liegt an der Hauptstrasse von Bern durch das Gürbetal nach Thun, von der hier eine Strasse via Riggisberg ins Schwarzenburgerland abzweigt. Durch den Postautokurs, welcher die Strecke vom Bahnhof Toffen nach Riggisberg bedient, ist Rümligen an das Netz des öffentlichen Verkehrs angebunden.

## Geschichte
Das Gebiet von Rümligen war schon früh besiedelt, hier befand sich zur Römerzeit ein Wachturm. Die erste urkundliche Erwähnung des Ortes erfolgte 1076 unter dem Namen Rumelinga. Später erschienen die Bezeichnungen Rumelingen (1109), Rumilenges (1180), Rümlingen (1240), Rumilingen (1254) und Rummelingen (1327). Der Ortsname geht auf den althochdeutschen Personennamen Rumilo zurück und bedeutet demnach bei den Leuten des Rumilo.
Im Hochmittelalter war Rümligen Mittelpunkt der einstmals bedeutenden Herrschaft der Freiherren von Rümligen, die auch das Kloster Rüeggisberg stifteten. Im 13. Jahrhundert verbanden sich die Freiherren mit Bern. Infolge hoher Verschuldung wurden Schloss und Herrschaft 1515 verkauft und wechselten danach mehrfach den Besitzer (Familien Schütz, von Erlach, von Wattenwyl und Frisching). Unter der Berner Herrschaft wurde Rümligen dem Landgericht Seftigen zugeordnet. Nach dem Zusammenbruch des Ancien Régime (1798) gehörte das Dorf während der Helvetik zum Distrikt Seftigen und ab 1803 zum Oberamt Seftigen, das mit der neuen Kantonsverfassung von 1831 den Status eines Amtsbezirks erhielt.

## Bürgergeschlechter
Alte Bürgergeschlechter, die in Rümligen vor 1800 eingebürgert wurden, sind Messerli, Pulver, Tschannen, Wühl und Zehnder.

## Sehenswürdigkeiten

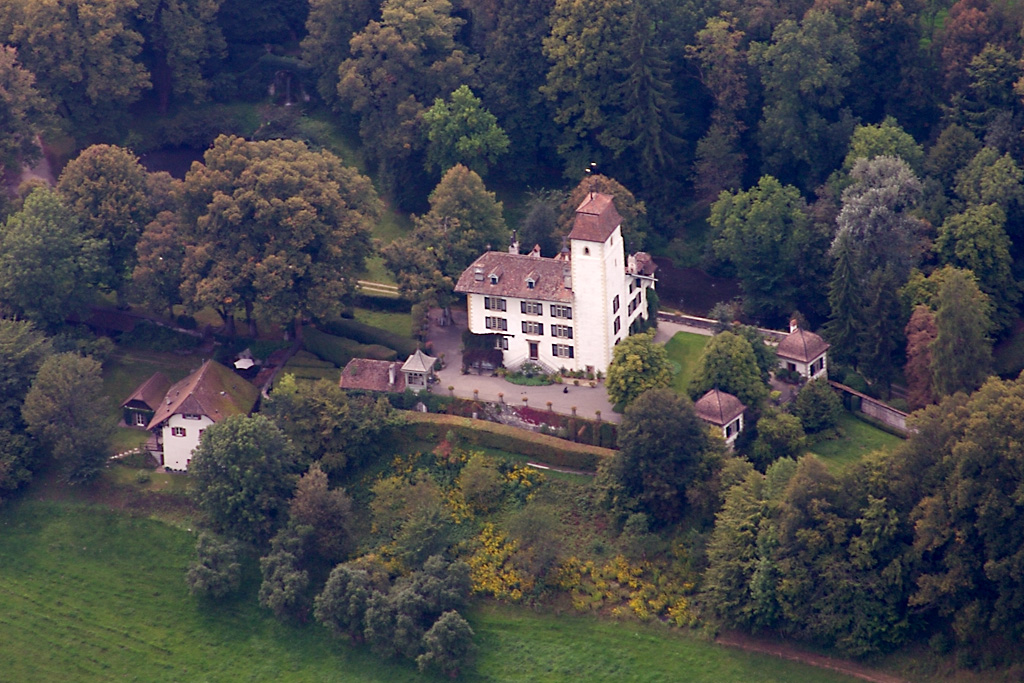
Schloss Rümligen

Auf einer Terrasse oberhalb des Dorfes steht das barocke Schloss Rümligen (frühes 18. Jahrhundert) an der Stelle der mittelalterlichen Burg der Freiherren von Rümligen. Rümligen besitzt keine eigene Kirche, es gehört zur Kirchgemeinde Kirchenthurnen.

## Persönlichkeiten
Die folgenden Personen stehen mit Rümligen in Verbindung:
- Samuel Frisching (1638–1721), Schultheiss der Stadt und Republik Bern, erwarb 1709 Schloss Rümligen
- Elisabeth de Meuron (1882–1980), Berner Patrizierin, bekannt als Madame de Meuron, lebte auf Schloss Rümligen